# 인도양 노예 무역
인도양 노예 무역 또는 동아프리카 노예 무역은 포획된 흑인 노예들을 스와힐리 해안과 아프리카의 뿔 등 동아프리카 해안 지역에서 인도양을 통해 운반하던 노예 무역을 말한다. 그 대상으로는 동아프리카, 남부 아라비아, 인도 서부 해안, 인도양 제도(마다가스카르 포함), 그리고 자바를 포함한 동남아시아가 있었다.
노예의 원산지는 주로 사하라 이남 아프리카였지만 북아프리카와 중동, 인도양 제도, 남아시아 출신도 일부 포함되었다. 인도양의 노예 무역은 4,000년 전에 시작되었지만 비잔틴과 사산 제국의 무역 사업의 부상으로 고대 후기(서기 1세기)에 크게 확장되었다. 이슬람 노예 무역은 7세기에 시작되었으며 무역량은 지역 세력의 흥망성쇠에 따라 변동했다. 16세기부터 유럽 세력들이 노예 무역에 관여하면서 노예는 카리브해 식민지들을 포함한 아메리카 대륙으로도 거래되었다. 19세기에 노예제가 철폐되면서 무역은 쇠퇴했다.

## 같이 보기
- 바크트
- 아프리카의 노예제
- 인도양 무역
- 잔지바르 노예 무역
- 코모로 노예 무역
- 티푸 팁